# NGC 2217

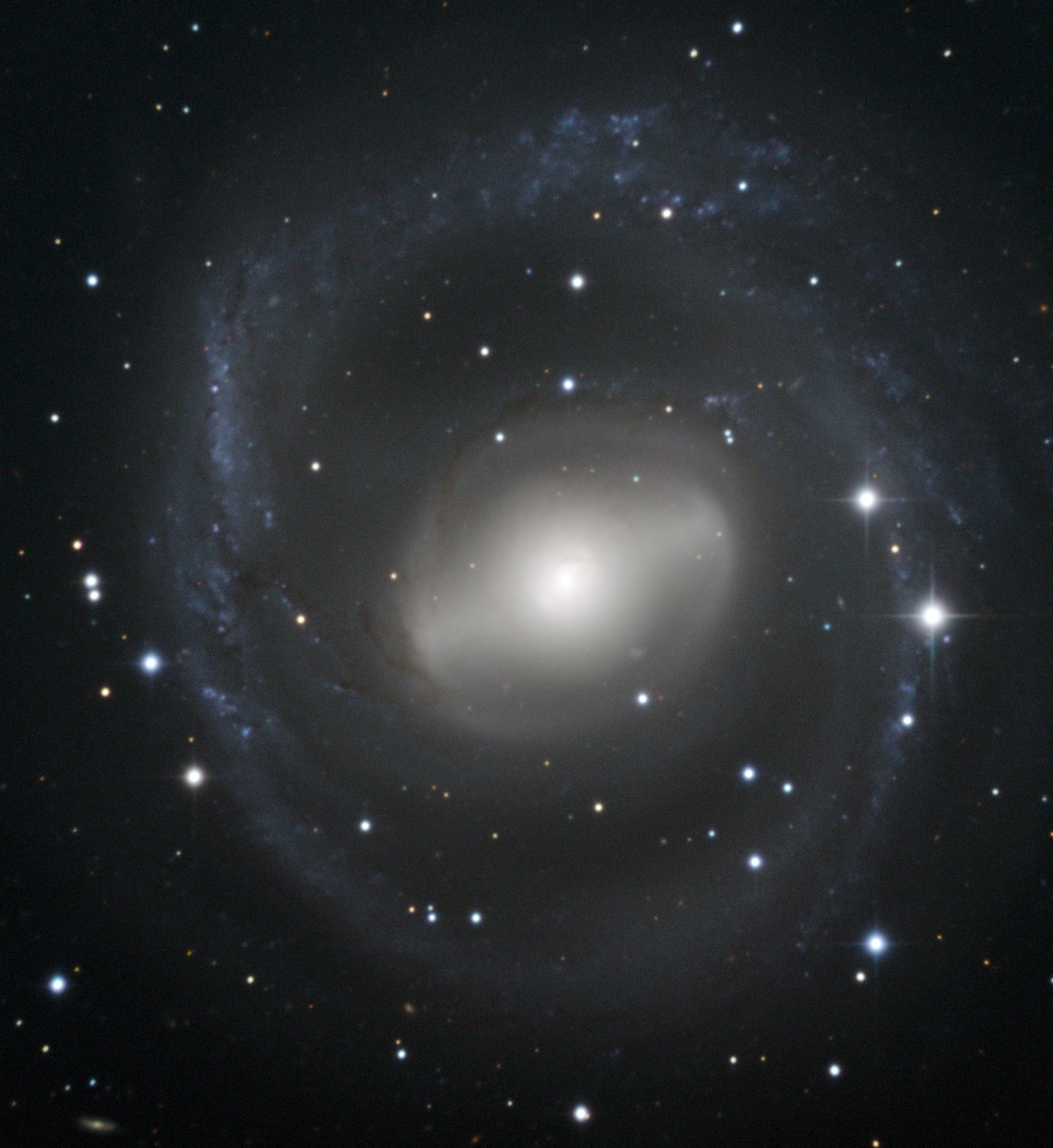
NGC 2217 par l'ESO

NGC 2217 est une vaste galaxie lenticulaire barrée située dans la constellation du Grand Chien. NGC 2217 a été découverte par l'astronome britannique John Herschel en 1835.

## Caractéristiques
NGC 2217 présente une large raie HI et c'est possiblement galaxie LINER, c'est-à-dire une galaxie dont le noyau présente un spectre d'émission caractérisé par de larges raies d'atomes faiblement ionisés.

### Distance
Sa vitesse par rapport au fond diffus cosmologique est de 1 737 ± 10 km/s, ce qui correspond à une distance de Hubble de 25,6 ± 1,8 Mpc (∼83,5 millions d'al).
À ce jour, 11 mesures non basées sur le décalage vers le rouge (redshift) donnent une distance de 21,873 ± 8,031 Mpc (∼71,3 millions d'al), ce qui est à l'intérieur des valeurs de la distance de Hubble. Notons cependant que c'est avec la valeur moyenne des mesures indépendantes, lorsqu'elles existent, que la base de données NASA/IPAC calcule le diamètre d'une galaxie et qu'en conséquence le diamètre de NGC 2217 pourrait être d'environ 60,9 kpc (∼199 000 al) si on utilisait la distance de Hubble pour le calculer.

### Morphologie
NGC 2217 a été utilisée par Gérard de Vaucouleurs comme une galaxie de type morphologique (R)SB(rs)0/a dans son atlas des galaxies,.
Pour certains, NGC 2217 est une galaxie spirale barrée parce que son anneau externe présente présente des amas de jeunes étoiles chaudes comme dans les galaxies spirales. Mais, le centre de cette galaxie ne montre aucune structure de bras spiraux, d'où sa classification comme une galaxie lenticulaire,.

## Groupe de NGC 2217
NGC 2217 est le principal membre du groupe de galaxies qui porte son nom et qui compte au moins quatre galaxies. Le groupe de NGC 2217 comprend également les galaxies ESO 426-1 (PGC 18886), ESO 489-22 (PGC 18715) et ESO 489 (PGC 18765).